# Children of Bodom
Children of Bodom byla finská metalová kapela z města Espoo.
Kapela byla založena v roce 1993 pod jménem IneartheD, ale později si na návrh nahrávací společnosti změnila jméno na Children of Bodom, odvozené z proslulých "bodomských vražd", které se udály u jezera Bodom v Espoo v roce 1960.
Tématem skladeb je většinou právě jezero Bodom, dále smrt a problémy v osobních vztazích. Zpěvák Alexi Laiho užíval chraplavě křičícího vokálu (screaming) s často k nepoznání zkomolenými slovy, proto byl často mylně považován za zpěváka s velmi špatnou anglickou výslovností, ačkoli ve skutečnosti mluvil anglicky plynule.

## Sestava

### Finální sestava
- Alexi Laiho – vokály, kytara
- Daniel Freyberg - rytmická kytara
- Janne Wirman – klávesy
- Henkka T. Blacksmith – baskytara
- Jaska W. Raatikainen – bicí

### Bývalí členové
- Alexander Kuoppala – kytara, 1993-2003
- Erna Siikavirta – klávesy (na turné)
- Kimberly Goss – klávesy (na turné)
- Roope Latvala – rytmická kytara
- Antti Wirman – rytmická kytara (na turné)

## Diskografie
- Something Wild (1997)
- Hatebreeder (1999)
- Follow the Reaper (2000)
- Hate Crew Deathroll (2003)
- Are You Dead Yet? (2005)
- Blooddrunk (2008)
- Relentless Reckless Forever (2011)
- Halo of Blood (2013)
- I Worship Chaos (2015)
- Hexed (2019)

Koncertní alba
- Tokyo Warhearts (1999)
- Chaos Ridden Years – Stockholm Knockout Live (2006)

Ostatní
- Children of Bodom - split singl (1997)
- Bestbreeder from 1997 to 2000 – best of/kompilace (2003)
- Thrashed, Lost & Strungout – EP (2004)
- Skeletons in the Closet – kompilace (2009)